# 永嘉郡
永嘉郡（えいか-ぐん）は、中国にかつて存在した郡。東晋から唐代にかけて、現在の浙江省南部に設置された。

## 概要
323年（太寧元年）、臨海郡を分割して永嘉郡が立てられた。永嘉郡は揚州に属し、郡治は永寧県に置かれた。東晋の永嘉郡は永寧・安固・松陽・横陽の4県を管轄した。
南朝宋のとき、永嘉郡は永寧・安固・松陽・楽成・横陽の5県を管轄した。
南朝斉のとき、永嘉郡は永寧・安固・松陽・横陽・楽成の5県を管轄した。
589年（開皇9年）、隋が南朝陳を滅ぼすと、永嘉郡は廃止されて、処州に編入された。592年（開皇12年）、処州は括州と改められた。607年（大業3年）に州が廃止されて郡が置かれると、括州は永嘉郡と改称された。永嘉郡は括蒼・永嘉・松陽・臨海の4県を管轄した。
622年（武徳5年）、唐により永嘉郡永嘉県に東嘉州が置かれた。627年（貞観元年）、東嘉州が廃止され、括州に編入された。675年（上元2年）、括州の永嘉・安固の2県に温州が置かれた。742年（天宝元年）、温州は永嘉郡と改称された。758年（乾元元年）、永嘉郡は温州と改称され、永嘉郡の呼称は姿を消した。